# Roubaix
Roubaix (franska Roubaix, uttalas  /ʁuˈbɛ/, nederländska Robaais, uttalas /roʊˈbeɪ/) är en gammal industristad i norra Frankrike, som är belägen i den sydöstra delen av den tidigare provinsen Franska Flandern, nära gränsen till Belgien. Den är också en kommun som ligger i departementet Nord i regionen Hauts-de-France och chef-lieu över två kantoner som tillhör arrondissementet Lille.
Med cirka 96 000 invånare 2013 är Roubaix den tredje största staden i regionen efter Lille och Amiens. Roubaix är en del av en konurbation med närliggande städerna Lille, Tourcoing, Villeneuve-d'Ascq och 86 andra kommuner, som tillsammans bildar ett storstadsområde kallat Métropole européenne de Lille  med en befolkning på över en miljon människor.
På 1800-talet blev Roubaix världskänt för sin ull- och textilproduktion, varför staden fick smeknamnet ”Frankrikes Manchester”. På grund av sitt rika förflutna, från industriella revolutionen, har staden ett anmärkningsvärt samtida arkitektoniskt arv, och i december 2000 betecknades ön som ”Ville d'art et d'histoire”  av kulturministeriet.
Staden är känd för cykeltävlingen Paris-Roubaix.

## Befolkningsutveckling
Antalet invånare i kommunen Roubaix
| Referens: INSEE |

## Galleri

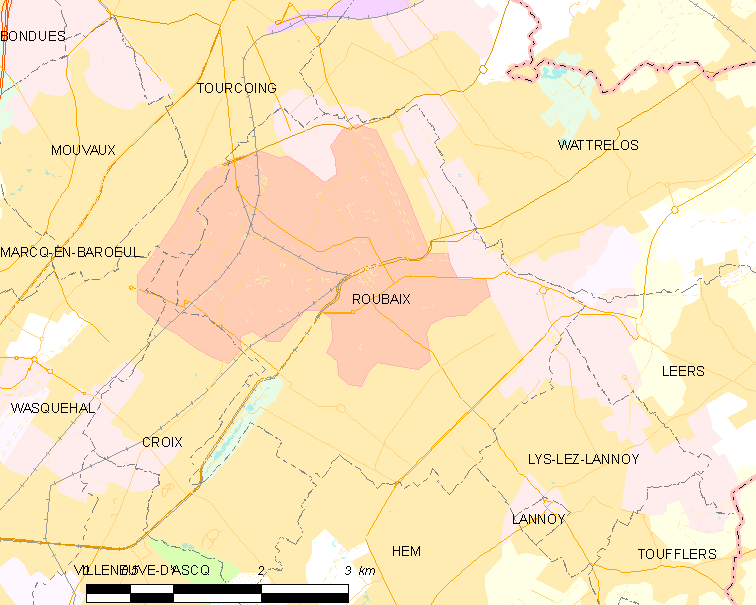
Detaljkarta över kommunen.
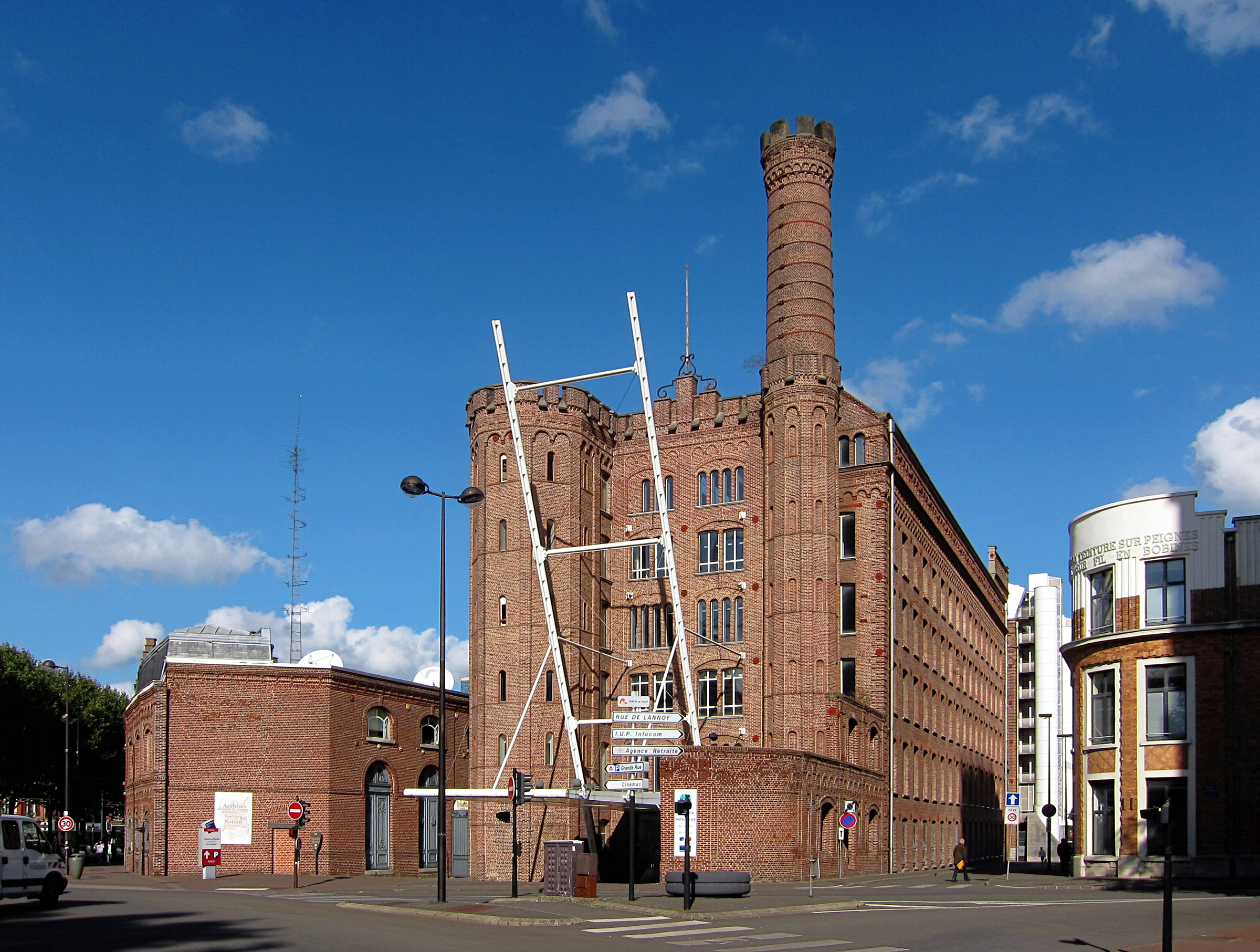
Archives nationales du monde du travail [N 3].
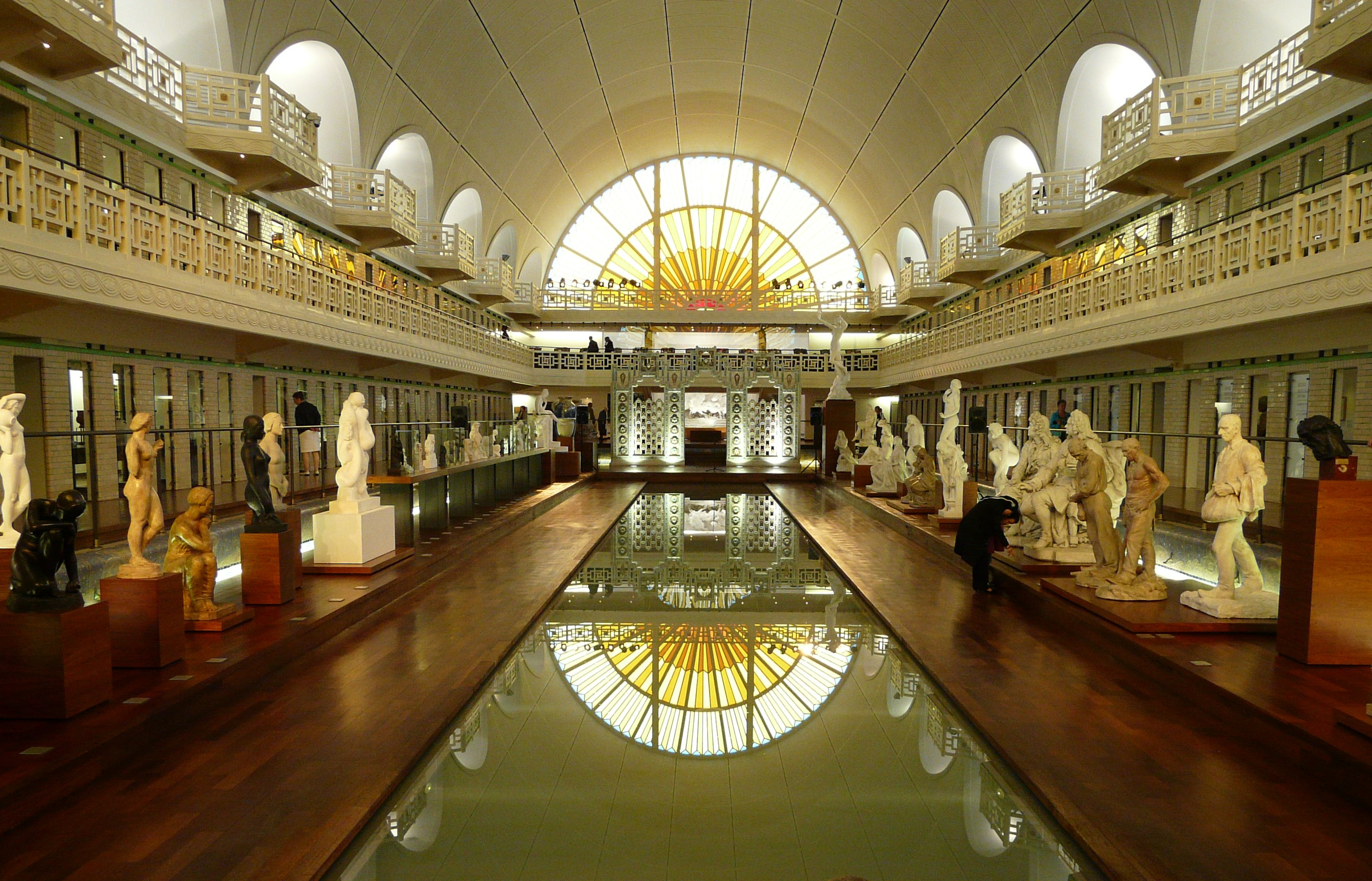
”La Piscine” – Musée d'art et d'industrie André-Diligent [N 4].